# John Baldwin (Musiker)
John Baldwin (* vor 1560; † 28. August 1615 in Southwark) war ein englischer Tenor, Komponist und Notenkopierer.

## Leben
Baldwin war Tenor an der Royal Chapel in London und komponierte diverse Werke für Instrumentalensemble. Seine Werke sind in einem Manuskript der London British Library überliefert, welches zwischen 1581 und 1606 entstanden ist. Dieses Manuskript ist das einzige noch vorhandene Autograph. Baldwin schrieb William Byrds My Ladye Nevells Booke, eine einzigartige Sammlung von Stücken für Tasteninstrumente.
Baldwin war mit der Orchestermusikerin Margarete verheiratet und hatte einen Sohn, Jonathan Baldwin.

## Werke
- A Browning of 3 voc.
- Proporcions to the minum ‘4 minums’ 4 voc.
- A fancie iij voc. upon a ground
- Coockow as I me walked